# Parasabella fernandezensis
Parasabella fernandezensis är en ringmaskart som först beskrevs av Augener 1922.  Parasabella fernandezensis ingår i släktet Parasabella och familjen Sabellidae. Inga underarter finns listade i Catalogue of Life.